# Видем (Дол при Љубљани)
Видем (словен. Videm) је насељено место у општини Дол при Љубљани, Средњесловенска регија, Словенија.

## Историја
До територијалне реорганизације у Словенији био је у саставу града Љубљане, односно старе општине Бежиград.

## Становништво
У попису становништва из 2011. године, Видем је имао 740 становника.
| Број становника према пописима | Број становника према пописима | Број становника према пописима |
| ------------------------------ | ------------------------------ | ------------------------------ |
| 1991                           | 2002                           | 2011                           |
| 412                            | 456                            | 740                            |